# Rok 1812 (uwertura)

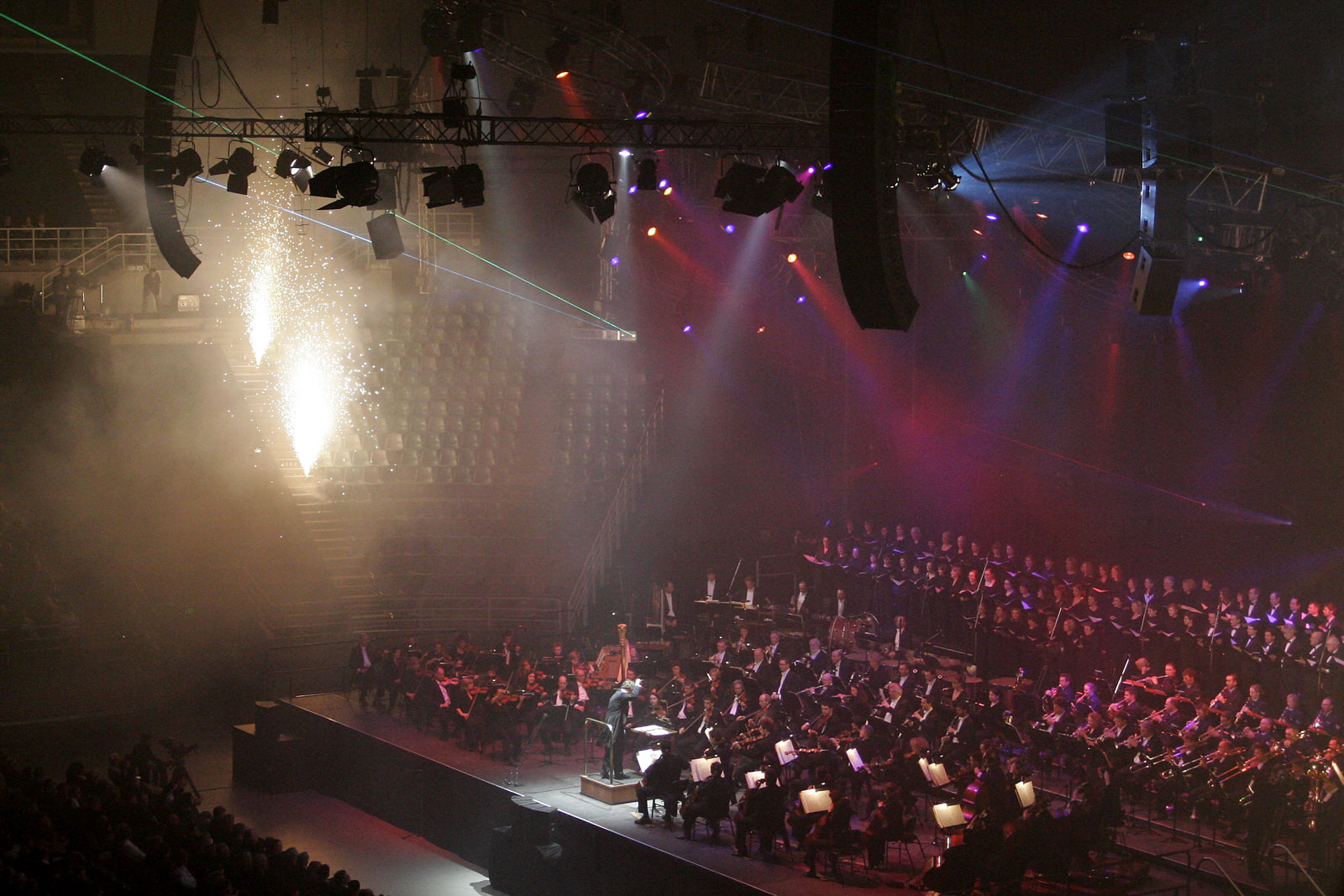
Wykonanie dzieła w pełnej obsadzie instrumentalnej na Classical Spectacular w 2005 (Rod Laver Arena w Melbourne).

1812 op. 49 (ros. Торжественная увертюра 1812-ого года) – uwertura koncertowa w tonacji Es-dur stworzona przez rosyjskiego kompozytora Piotra Czajkowskiego w 1880.
Utwór został napisany dla upamiętnienia obrony Moskwy przed atakiem wojsk Napoleona Bonaparte, który był efektem wyniku Bitwy pod Borodino z 1812.
Prawykonanie dzieła miało miejsce 20 sierpnia 1882 w Cerkwi Chrystusa Zbawiciela w Moskwie (8 sierpnia według kalendarza starego stylu).
Podczas wizyty Czajkowskiego w Stanach Zjednoczonych w 1891 dyrygował on swoją kompozycją na koncercie otwierającym Carnegie Hall w Nowym Jorku.
Mimo że utwór nie ma związku z historią USA, jest często wykonywany z okazji Dnia Niepodległości.
Utwór wykorzystano również w ścieżce dźwiękowej filmu V jak vendetta.

## Instrumentacja

### Instrumenty dęte

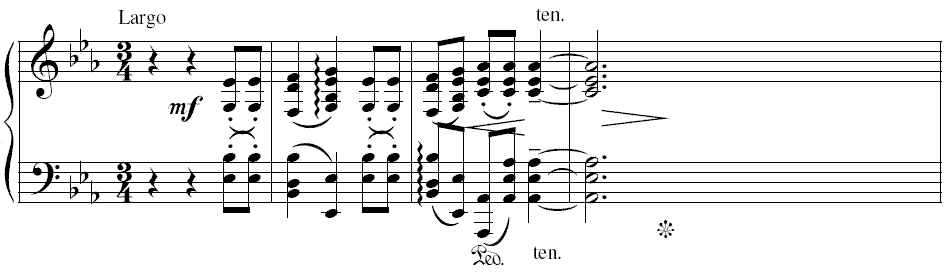
Pierwsze takty uwertury (aranżacja na fortepian: Stepan Esipoff)

#### Dęte drewniane
- Flet piccolo
- Dwa flety poprzeczne
- Dwa oboje
- Rożek angielski
- Dwa klarnety B
- Dwa fagoty

#### Dęte blaszane
- Dwa rogi F
- Dwa kornety B
- Dwie trąbki Es
- Trzy puzony
- Tuba

### Instrumenty perkusyjne
- Kotły
- Bęben wielki
- Bęben mały
- Karatale
- Bębenek baskijski
- Trójkąt

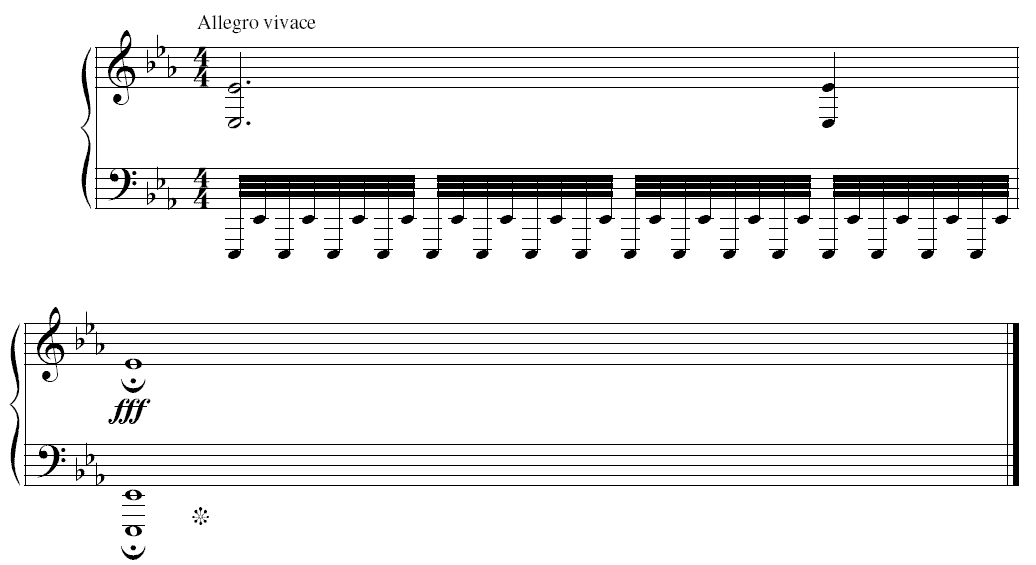
Ostatnie takty uwertury (aranżacja na fortepian: Stepan Esipoff)

- Carillon (czasami zastępowany dzwonami rurowymi lub nagraniami carillonu)
- Działo (we fragmentach zawierających dźwięki wystrzałów armaty wykorzystywane jest najczęściej ich nagranie, natomiast w wykonaniach kompozycji w pomieszczeniach jako alternatywa regularnie stosowany jest bęben wielki i – nie widniejący w oryginalnej partyturze – gong)

### Orkiestradęta
Swobodna instrumentacja w większości nie zawiera żadnych „dodatkowych” instrumentów dętych. W niektórych wykonaniach odbywających się w pomieszczeniach ich partię wykonują organy.

### Instrumenty smyczkowe

#### Kwintetsmyczkowy
- I skrzypce
- II skrzypce
- Altówka
- Wiolonczela
- Kontrabas

## Boże, zachowaj Cara!
W partyturze uwertury Rok 1812 Czajkowski wykorzystał fragment hymnu Rosji Boże, zachowaj Cara!. Zrobił to z pobudek patriotycznych, ale wbrew prawdzie historycznej – w roku 1812 Rosja w ogóle nie miała oficjalnego hymnu, a nieoficjalnie rolę tę spełniała pieśń Niech rozgrzmiewa pieśń zwycięstwa. Pierwszym oficjalnie zatwierdzonym hymnem Rosji była od 1816 roku Modlitwa Rosjan. Pieśń Boże, zachowaj Cara! stała się hymnem dopiero w roku 1833.
W Związku Radzieckim w czasie wykonywania uwertury Rok 1812 melodię carskiego hymnu zastępowano fragmentem opery Michaiła Glinki Życie za cara (znana też pod tytułem Iwan Susanin). Ten właśnie fragment, jako Pieśń Patriotyczna stał się melodią pierwszego hymnu Rosji po rozpadzie Związku Radzieckiego.